# Auhof (Hilpoltstein)
Auhof, früher Schafhof, ist ein Gemeindeteil der Stadt Hilpoltstein im Landkreis Roth (Mittelfranken, Bayern). Auhof liegt in der Gemarkung Solar.
Am 1. Juli 1987 wurde der Gemeindeteil von Schafhof in Auhof umbenannt.

## Lage
Der historische Schafhof oder „Hof auf der Aw“ lag nordöstlich des Ortskerns von Hilpoltstein und südöstlich der Aumühle. Nördlich von Auhof führt die Staatsstraße 2220 vorbei, die vom Gemeindesitz aus in Richtung Freystadt geht. Von ihr zweigt die Auhofer Straße ab, die über den Aumühle zum Auhof führt. Auch die Badstraße führt von Hilpoltstein aus zum Auhof.

## Geschichte
Der Schafhof gehörte 1505 zum neu gebildeten Territorium Pfalz-Neuburg und dort zum Pfleg- und Kastenamt Hilpoltstein. Der hoch verschuldete Pfalzgraf Ottheinrich verpfändete unter anderem dieses Amt und damit auch den Schafhof 1542 für 36 Jahre an die freie Reichsstadt Nürnberg. Diese ließ 1544 ein Salbuch über Stadt und Land Hilpoltstein anlegen, das den Schafhof/Auhof nennt. Zu dieser Zeit hatte den Hof mit „300 Schaaf“ Joachim Weyermann zu Nürnberg inne.
Als 1552/53 der brandenburg-ansbachische Markgraf Albrecht Alcibiades mit der Reichsstadt Nürnberg in Fehde lag (Zweiter Markgrafenkrieg) und dabei sengend und brennend das Land um Hilpoltstein verwüstete, wurde auch der Auhof weggebrannt. Wiederaufgebaut, besaß den Hof später ein Thomas Kötzler, dann die Pfalzgräfin Sophie Agnes bis zu ihrem Tode 1664, dann deren Bruder, Landgraf Ludwig von Hessen, der ihn 1671 an Johann Hieronymus Imhof zu Mörlach verkaufte. Von dessen Urenkel Christoph Adam Carl von Imhof erwarb ihn 1767 Reichart Cammerer, Bürgermeister von Hilpoltstein. Noch 1860 war der Hof mit seinen 26 Hektar Feld- und Wiesengrund im Besitz der Familie Cammerer.
Bis zum Ende des Alten Reiches gehörte der Auhof/Schafhof grundherrlich zum pfalz-neuburgischen, zuletzt kurbayerischen Rentamt Hilpoltstein. Die hohe Gerichtsbarkeit übte der Pfleger zur Hilpoltstein aus.
Im neuen Königreich Bayern (1806) wurde der Steuerdistrikt Jahrsdorf gebildet, dem der Schafhof/Auhof angehörte. Bei der Gemeindebildung bis 1820 entstand die Ruralgemeinde Solar, die das Dorf Solar, das Dorf Grauwinkl und den Schafhof/Auhof umfasste. 1832 heißt es im Repertorium des topographischen Atlasbandes: „Auhof, auch Schafhof, E(inöde) b(ei) Hilpoltstein, 2 H(äuser)“. Über den Großviehbestand des Schafhofes/Auhofes gibt ein amtliches Verzeichnis von 1875 Aufschluss: Hier wurden zwei Pferde und elf Stück Rindvieh gehalten.
In den 1920er Jahren wurde aus dem ehemaligen Schafhof das protestantische Kinder- und Erziehungsheim Auhof. 1953 zogen die ersten Personen mit geistiger Behinderung in den abgeschirmten Auhof ein. 1968 begann die Planung vier großer Wohnhäuser mit 360 Pflegeplätzen, eines Zentralgebäudes, einer Turnhalle und eines Schwimmbades der Rummelsberger Dienste für Menschen mit Behinderung als Träger. In den 1980er Jahren wurde der Auhof für Behinderte weiter ausgebaut.
Im Zuge der Gebietsreform in Bayern wurde die Gemeinde Solar am 1. Januar 1971 nach Hilpoltstein eingemeindet.

## Einwohnerentwicklung und Nutzungsfläche
- 1818: 07 („Schafshof“;1 „Feuerstelle“ = Herdstelle; 2 Familien)[17]
- 1831: 11   („Schafhof“; 2 Häuser)[18]
- 1836: 19   („Schafhof“; 1 Haus)[19]
- 1871: 10   („Schafhof“; 4 Gebäude)[20]
- 1904: 07 („Schafhof“; 2 Wohngebäude)[21]
- 1937: 80   („Auhof, protestantische Erziehungsanstalt für arme Kinder und Waisenkinder“; 79 Protestanten, 1 Katholik)[14][22]
- 1953: 188 („Auhof“; 2 Wohngebäude der Rummelsberger Diakonie)
- 1961: 200 („Auhof“ 5 Wohngebäude der Rummelsberger Diakonie)[22][23][24]
- 1970: 360 („Auhof“, 13 Wohngebäude der Rummelsberger Diakonie)[22][23][25]
- 2018: 300 („Auhof“ um die 20 Gebäude der Rummelsberger Diakonie. Darunter eine Gärtnerei, eine Schule und eine Behindertenwerkstätte)[22][23][26]

## Persönlichkeiten
- Reinhart Fuchs (* 1933 im Auhof; † 24. Februar 2009), Bildhauer in Untersteinbach[27]